# Pteris angustipinna
Pteris angustipinna är en kantbräkenväxtart som beskrevs av Tag. Pteris angustipinna ingår i släktet Pteris och familjen Pteridaceae. Inga underarter finns listade.